# Freeradio
Free Radio La Topaia, emittente radiofonica di Milano, fu una delle primissime radio libere nate in Italia nella metà degli anni settanta. Fu attiva dal 1975 al 1988.

## Free Radio La Topaia: l'inizio della Radio Libera in Italia
È stata tra le primissime radio Libere in Italia e nasce nel settembre 1975  in una soffitta di Milano, in viale Pasubio 14, su impulso di Riccardo Rompani e Marco Bianchi, cui si aggiungono molto presto Massimo Torre, Daniele Lorenzano e Pierluigi Paesano. A comprova vi è presso la Questura di Milano, Ufficio Politico, la denuncia di detenzione dell'apparato trasmittente e di utilizzo della Frequenza, che venne presentata pochi giorni dopo l'inizio delle trasmissioni. La sede legale fu inizialmente in via M.M. Bandello 4/1, Milano. Trasmetteva, con un apparato valvolare di recupero militare modificato, sui 100,500 MHz. Tra i primissimi disc jockey, oltre a Riccardo e Marco, vanno ricordati: Alessandra Veronese, Andrea Iozzi, Il Barba (Roberto Baroni) col gruppo di 'Quelli della Casa di Fronte'.
Nuovi impulsi e innovazioni seguono nei primi mesi del 1976, grazie anche all'apporto di nuovi collaboratori tra i quali spicca Marco Sbaraini, il più giovane tra i conduttori del panorama radiofonico dell'epoca; si passa dallo spirito pionieristico a un assetto più professionale: da ricordare il programma quotidiano Bridge, ogni sera dalle 22.00 alla 01.00, condotto a giorni alterni da Giorgio Abbati e Moreno Bonavigo, programma con dediche personalizzate, musica milanese e giochi a premi. Bridge registrò un grandissimo successo di ascolto.

Altri programmi di grande successo furono Rock on, condotto da Mario Manasse, in seguito divenuto grande chitarrista e affermato musicista, e La Telefonata condotto da Dino Panareo, poi affermato manager discografico; Top Twenty classifica dei dischi più ascoltati della settimana condotto da Albertino Mitrani.
Un 'Notiziario in lingua' e 'Di nuovo sulla strada', notizie beat e musica anni sessanta, di G. Abbati.

Tra i disc jockey che hanno iniziato tra le mura di Free Radio, sono da ricordare: Fabio Santini, con un programma sulla musica jazz, Davide Tortorella, Miki Chieregato, Elia Perboni con il programma Jukebox all'idrogeno, Paolo Muzzolon con Pop-eye programma di musica fusion e west coast, Maria Cerruti.
Il segnale veniva ricevuto in una vasta zona della Lombardia.

## L'evoluzione
Primi programmi del palinsesto sono anche: Father, Mother, Sister and Brother, La Gazza Ladra (musica da film), Il Rebelot, No Comment, 'Recensioni cinematografiche e musiche da film', Davide & Golia, Teenagers Club (musica leggera internazionale), Con  voi sotto la doccia (in diretta alle 6.30 di tutte le mattine) di Pierluigi Paesano. Ben presto venne registrata - e fu tra i primissimi esempi di tentativi di regolarizzare un settore deregolato e ritenuto dagli Enti Tutori non legale, almeno fino alla nota Sentenza della Corte Costituzionale n. 202 del 28 luglio 1976 - quale testata giornalistica radiofonica quotidiana al n. 25 del Registro Stampa di Milano (19 gennaio 1997)  e mandò in onda regolarmente un radiogiornale alle ore 15,30. Si trasformò poi in Società per Azioni, su impulso e consiglio dell'avvocato milanese Luciano Lilloni. Venne così creata una struttura che separa le diverse funzioni, quali quelle giornalistiche, quella commerciale, quella legale, quella pubblicitaria.
Lo spirito pionieristico delle Radio Libere (inizialmente erano da taluni e dalle istituzioni, definite clandestine o "pirata") venne sostituito dall'ingresso di ingenti capitali e Free Radio smise di trasmettere nel 1988. L'ambìto impianto di trasmissione a 100,500 MHz fu ceduto a Radio Wonderful Music di Legnano (Radio Tele Linea s.r.l.), che, curiosamente, anziché approfittare della possibilità di illuminare la città di Milano dall'ambita postazione sull'Hotel Michelangelo (Via Scarlatti 33, presso la Stazione Centrale), trasferì la frequenza sul grattacielo della città dove aveva sede, perdendo gran parte della storica area di copertura.
Successivamente, l'impianto 100.500 MHz (poi risintonizzato a 100,350 MHz per poi tornare a 100,500 MHz) passò a Radio Mi Amigo Wonderful Music e poi a Radio Number One (Bergamo) per finire a Radio Delta International di Nerviano (Mi), che lo esercisce tuttora a Legnano. Possiamo quindi dire che Radio Delta International è, almeno sul piano giuridico, successore a titolo particolare di Free Radio.